# Poble gamela
Els gamela és un poble originari de l'estat de Maranhão, Brasil, que parlava una llengua relacionada amb l'a'uwẽ, de la macrofamília gê. Els supervivents habiten en l'anomenada "Terra dos Índios", a la vora del llac de Viana, en comunitats com Taquaritiua, al municipi de Viana; Capivarí, en Penalva; i també als municipis de Cajari i Matinha. El nom "gamelas" va ser donat pels portuguesos, perquè els indígenes usaven al llavi inferior un implant petit de fusta amb forma d'atuell.

## Història
En 1759, 14 mil ha van ser destinades a la "nació Gamela" en qualitat de sesmaria. Des d'aleshores patiren un procés d'aculturació que els va portar a deixar la seva llengua originària, el gamela, pel xavante. El 1822 la justícia de Maranhão va sentenciar a favor dels Gamela perquè mantinguessin la possessió d'aquestes terres. Eren presents des de Caxias fins als boscos de Monção, Penalva i Viana i fins al riu Pindaré i el riu Gurupi. En 1930 fins i tot una anciana Gamela de Penalva recordava paraules de la seva pròpia llengua. Durant el segle xx, les expulsions il·legals dels gamela de les seves terres es van multiplicar. Va restar la comunitat de Taquaritiua, però des de dècada de 1970 va ser imposat el loteamiento de la terra, anteriorment de propietat col·lectiva de les comunitats, la qual cosa va ser aprofitat per estranys per a despullar-los de més terrenys i aconseguir escriptures en les notaries. En els últims anys els Gamela han reprès diversos dels predis dels quals van ser despullats i posseeixen un total de 552 ha, enmig d'un greu conflicte, especialment en el marge del riu Pirá.